# Драгољуб Галић
Драгољуб Галић (Голеши код Бања Луке, 12. октобар 1909 — Голеши, 26. август 2018) био је српски стогодишњак који је у тренутку смрти био најстарија жива особа у Републици Српској.

## Биографија

### Рани живот
Драгољуб Галић је рођен 12. октобра 1909. у Голешима код Бање Луке, у Аустроугарској (данас Босна и Херцеговина). Оженио се у време Краљевине Југославије. Драгољуб се највећим делом свог живота бавио пољопривредом и физичким пословима. За време Другог светског рата борио се против Независне Државе Хрватске (НДХ) као четник Драже Михаиловића и као партизан Јосипа Броза-Тита (15 дана).
Галић је био у браку 75 година док му супруга Миља није умрла 2005. године у 95. години. Пар је имао седморо деце. Драгољуб је престао да пије и пуши око 40 година пре свог 108. рођендана.

### Касни живот
До 106. године могао је да помаже сину у кошењу траве. У јануару 2012. успешно ми је инсталиран пејсмејкер. Он је био трећа најстарија особа на свету која је подвргнута таквој операцији.
У време свог 108. рођендана имао је двоје живе деце, ћерку Крсту (85 година) и сина Дамјана (72 године). Имао је и 11 унучади и 16 праунучади. Живео је са снахом Јелком и сином Дамјаном.
Најстарија жива особа у Босни и Херцеговини, постао је 1. октобра 2016. године, након смрти 110-годишњег Јована Јовановића.
Галић је преминуо у селу Голеши, 26. августа 2018. године у доби од 108 година и 318 дана.